# Lutzomyia tanyopsis
Lutzomyia tanyopsis är en tvåvingeart som beskrevs av Young D. G., Perkins P. V. 1984. Lutzomyia tanyopsis ingår i släktet Lutzomyia och familjen fjärilsmyggor. Inga underarter finns listade i Catalogue of Life.